# كأس شي بيليفز 2020
بطولة كأس شي بيليفز 2020 (بالإنجليزية: SheBelieves Cup 2020) هي النسخة الخامسة من بطولة كأس شي بيليفز، وهي بطولة كرة قدم نسائية بدعوة أقيمت في الولايات المتحدة. بدأت البطولة في 5 مارس وانتهت في 11 مارس 2020، بمشاركة فرق وطنية من إسبانيا، إنجلترا، اليابان، والمنتخب المضيف الولايات المتحدة، مما يجعلها آخر بطولة كرة قدم في الولايات المتحدة تُستكمل قبل أن تُغلق جائحة كوفيد-19 جميع الرياضات الاحترافية في البلاد. وبصرف النظر عن الولايات المتحدة المضيفة، كانت إنجلترا الفريق الوحيد الآخر الذي شارك في جميع البطولات السابقة. فيما كان عام 2020 هو الظهور الثاني للمنتخب الياباني بعد ظهورها الأول في عام 2019، بينما كان هذه المرة الأولى التي يشارك فيها منتخب إسبانيا.
يعتبر منتخب إنجلترا هو حاملة اللقب. فازت الولايات المتحدة بلقبها الثالث بشكل عام.

## نظام البطولة
لعبت الفرق الأربعة المدعوة دورةً بنظام الدوري من دور واحد. وحُسبت النقاط في دور المجموعات بثلاث نقاط للفوز، ونقطة واحدة للتعادل، وصفر نقطة للخسارة. ويُحسم التعادل في النقاط بفارق الأهداف؛ فيما يلي قواعد أخرى لكسر التعادل.

## الملاعب
| أورلاندو، فلوريدا                               | هاريسون (منطقة نيويورك) | فريسكو، تكساس (دالاس-فورت وورث) |
| ----------------------------------------------- | ----------------------- | ------------------------------- |
| ملعب إكسبلوريا                                  | ريد بل أرينا            | ملعب تويوتا                     |
| السعة: 25,500                                   | السعة: 25,000           | السعة: 20,500                   |
|                                                 |                         |                                 |
| أورلاندو هاريسون فريسكوكأس شي بيليفز 2020 (USA) |                         |                                 |

## الفرق المشاركة
| الفريق           | تصنيف الفيفا (ديسمبر 2019) |
| ---------------- | -------------------------- |
| الولايات المتحدة | 1                          |
| إنجلترا          | 6                          |
| اليابان          | 10                         |
| إسبانيا          | 13                         |

## ترتيب المجموعة
| م      | الفريق                  | لعب | ف | ت | خ | أ.له | أ.ع | أ.ف | نقاط |
| ------ | ----------------------- | --- | - | - | - | ---- | --- | --- | ---- |
| الأول  | الولايات المتحدة (H, C) | 3   | 3 | 0 | 0 | 6    | 1   | +5  | 9    |
| الثاني | إسبانيا                 | 3   | 2 | 0 | 1 | 4    | 2   | +2  | 6    |
| الثالث | إنجلترا                 | 3   | 1 | 0 | 2 | 1    | 3   | −2  | 3    |
| 4      | اليابان                 | 3   | 0 | 0 | 3 | 2    | 7   | −5  | 0    |

## نتائج المباريات
| إسبانيا                       | 3–1   | اليابان         |
| ----------------------------- | ----- | --------------- |
| - بوتياس 8' - غارسيا 48'، 78' | تقرير | - إيوابوتشي 44' |

| الولايات المتحدة     | 2–0   | إنجلترا |
| -------------------- | ----- | ------- |
| - برس 53' - لويد 55' | تقرير |         |

| اليابان | 0–1   | إنجلترا    |
| ------- | ----- | ---------- |
|         | تقرير | - وايت 84' |

| الولايات المتحدة | 1–0   | إسبانيا |
| ---------------- | ----- | ------- |
| - إرتز 87'       | تقرير |         |

| إنجلترا | 0–1   | إسبانيا      |
| ------- | ----- | ------------ |
|         | تقرير | - بوتياس 83' |

| الولايات المتحدة                  | 3–1   | اليابان         |
| --------------------------------- | ----- | --------------- |
| - رابينو 7' - برس 26' - هوران 83' | تقرير | - إيوابوتشي 58' |

## أفضل هدافين
عدد الأهداف المُسجلة  13 هدفًا  في 6 مباراة، بمتوسط 2.17 هدفًا في المباراة الواحدة.
هدفان
- مانا إيوابوتشي
- لوسيا غارسيا
- أليكسيا بوتياس
- كريستين برس